# Луї Ніколя Даву
Луї́ Ніколя́ Даву́ (фр. Louis Nicolas Davout чи D'Avout, Davoust, 10 травня 1770 — 1 червня 1823) — полководець наполеонівських війн, герцог Ауерштедтський, князь Екмюльський (фр. duc d'Auerstaedt, prince d'Eckmühl), маршал Франції. Мав прізвисько «залізний маршал». Був єдиним наполеонівським маршалом, який не програв до 1815 жодної битви.

## Біографія
Виховувався в Брієнській військовій школі разом з Наполеоном; командував батальйоном під начальством Дюмур'є, брав участь у походах 1793–1795. Коли Дюмур'є зрадив республіканському правлінню, став першим, хто намагався заарештувати опального генерала.
Під час єгипетської експедиції багато в чому завдяки йому була здобута перемога під Абукіром.
У 1805 став маршалом та брав участь як в Ульмській операції, так і у битві під Аустерліцем, де його третій корпус витримав головний удар російсько-пруських військ.
У 1806 корпус в 26 000 під проводом Даву завдав нищівної поразки вдвічі чисельнішій армії герцога Брауншвейзького під Ауерштедтом, внаслідок чого він отримав герцогський титул.
У 1809 сприяв поразці австрійців при Екмюлі та Ваграмі, внаслідок чого отримав князівський титул.
У 1812, вже як командувач першого корпусу Великої Армії, був поранений у Бородинській битві; в 1813, після битви під Лейпцигом, замкнувся в Гамбурзі і здав його лише після повалення Наполеона.
Під час першої реставрації залишався без роботи; після повернення Наполеона з острова Ельби був призначений військовим міністром і командував військами біля Парижа, який віддав союзникам після битви при Ватерлоо лише за умови повної амністії для офіцерів, що під час «Ста днів» перейшли на бік Наполеона. В разі ненадання таких гарантій Даву обіцяв піти з армією за Сену і продовжити супротив. Одначе, як показав час, не зважаючи на обіцянки союзників, умова амністії виконана не була.
У період «білого терору» на судовому процесі проти маршала Нея, що завершився смертним вироком останньому, Даву був одним з небагатьох, хто без коливань став на захист маршала. Сам герцог Ауерштедтський не опинився на лаві підсудних з двох причин — через свою популярність у народі та через те, що виявився єдиним маршалом, котрий не приніс присяги королю Людовику XVIII, зберігши вірність Наполеонові, завдяки чому й уник обвинувачень у державній зраді.
У 1818 прийнятий при дворі Людовика XVIII, а в 1819 його було піднесено до звання пера Франції.
Помер 1 червня 1823 від туберкульозу легенів.

## Відгуки сучасників
«Це один з найбільш славних та чистих героїв Франції»
Наполеон
«Видатна людина, яку поки що не оцінено гідно»
Стендаль